# Seeburger See
Seeburger See este o arie protejată (sit de importanță comunitară — SCI) din Germania întinsă pe o suprafață de 115 ha, integral pe uscat.

## Localizare
Centrul sitului Seeburger See este situat la coordonatele 51°33′55″N 10°10′00″E / 51.5653°N 10.1667°E.

## Înființare
Situl Seeburger See a fost declarat sit de importanță comunitară în octombrie 1998 pentru a proteja un număr necunoscut de specii din flora spontană și fauna sălbatică aflate în arealul zonei.

## Biodiversitate
Situată în ecoregiunea continentală, aria protejată conține 1 habitat natural: Lacuri eutrofice naturale cu vegetație de tip Magnopotamion sau Hydrocharition.
La baza desemnării sitului se află un număr nedeclarat de specii protejate.